# Amerikaanse paling
De Amerikaanse paling (Anguilla rostrata) is een straalvinnige vis uit de familie van echte palingen (Anguillidae), orde van palingachtigen (Anguilliformes). Hij wordt ook wel kortvinpaling genoemd. De vis kan maximaal 152 centimeter lang en ruim 7 kilogram zwaar worden. De hoogst geregistreerde leeftijd is 43 jaar.

## Leefomgeving
De Amerikaanse paling wordt net als alle palingen in zee geboren maar trekt als jonge paling (glasaal) de rivieren op en brengt het grootste gedeelte van zijn leven in zoet water door. Alleen de geslachtsrijpe dieren trekken weer naar zee om zich voort te planten. De soort komt voor in subtropische wateren in de Atlantische Oceaan.

## Relatie tot de mens
De paling is voor de beroepsvisserij van groot belang en ook voor de hengelsport.
Greenpeace International heeft de Amerikaanse paling, samen met de Europese aal en de Japanse paling op de rode lijst van consumptievis gezet. Dat is een lijst van wereldwijd veel verkochte consumptievis waarvan bekend is dat er niet op een duurzame manier op gevist wordt.